# Boopis
Boopis – rodzaj roślin z rodziny Calyceraceae. Obejmuje 6 gatunków. Rośliny te występują w południowej części Ameryki Południowej, na północy sięgając do północnego Chile, północnej Argentyny i Urugwaju. Niektóre gatunki (B. gracilis, B. anthemoides) są chwastami w uprawach.

## Morfologia
PokrójWieloletnie rośliny zielne, rzadko jednoroczne. Pędy wzniesione lub płożące się, rozgałęzione lub nie, nagie.
LiścieSkrętolegle rozmieszczone wzdłuż pędu lub skupione w rozetę przyziemną. Równowąskie lub lancetowate, całobrzegie, ząbkowane, karbowane lub pierzasto wcinane.
KwiatyZebrane w pojedyncze koszyczki tworzące się szczytowo lub skupione po kilka, czasem gęsto stłoczone i wsparte górnymi liśćmi. Okrywy kwiatostanów składają się z 5–10 listków, w dole zwykle zrośniętych, trójkątnych do lancetowatych. Dno kwiatostanu jest wypukłe do stożkowatego, u części gatunków wewnątrz puste. Plewinki (przysadki) są równowąskie do lancetowatych i wolne, u części gatunków ich brak. Kwiaty wszystkie jednakowe, obupłciowe. Korona kwiatu jest rurkowata, zwieńczona 4 lub 5 wolnymi łatkami, krótkimi lub długimi, rozpostartymi lub dzwonkowato rozszerzonymi. Pręciki w liczbie 4 lub 5 mają pylniki złączone się ze sobą w dolnej części, a w górnej części wolne.
OwoceNiełupki pryzmatyczne, z 4 lub 5 żebrami, na szczycie zwieńczone trwałym kielichem w postaci sztywnych, ale nie kolczastych, lancetowatych działek.

## Systematyka
Pozycja systematyczna
Jeden z rodzajów z rodziny Calyceraceae. 
Wykaz gatunków
- Boopis anthemoides Juss.
- Boopis breviscapa Phil.
- Boopis filifolia Speg.
- Boopis patagonica Speg.
- Boopis pterocalyx Zav.-Gallo, S.Denham & Pozner
- Boopis pusilla Phil.